# Пемпидин
Пемпидин (Пирилен, Pirilenum). Ганглиоблокатор. 1,2,2,6,6-Пентаметил-пиперидина паратолуолсульфонат.
Синонимы: Pempidini tosylas, Pempidine tosylate . Аналогичный тартрат выпускается за рубежом под названиями: Pempidinum, Perolysen, Synapleg, Tenormal и др.

## Общая информация
Пирилен является третичным амином. Сравнительно с четвертичными аммониевыми соединениями пирилен лучше всасывается при приёме внутрь и оказывает при этом способе применения быстрый ганглиоблокирующий и гипотензивный эффект. Пирилен проникает через гематоэнцефалический барьер и оказывает блокирующее влияние на центральные н-холинорецепторы.
Применяют пирилен при спазмах периферических сосудов, язвенной болезни желудка и двенадцатиперстной кишки, токсикозе беременных. При гипертонической болезни пирилен можно применять в комбинации с другими гипотензивными средствами (резерпин, дихлотиазид и др.).
Назначают:внутрь в виде таблеток, начиная с дозы 0,0025 г (2,5 мг = 1/2 таблетки); при хорошей переносимости увеличивают разовую дозу до 0,005 г 2—3—5 раз в сутки.
Лечение пириленом проводят курсами по 2—4—6 нед с перерывами между курсами 2—3 нед. После отмены препарата артериальное давление может постепенно вновь повышаться.
При гипертензии, связанной с поздним токсикозом беременных, разовая доза обычно составляет 0,01 г (2 таблетки).
Имеются данные об успешном применении пирилена для предоперационной подготовки у больных с лёгочной гипертензией и хроническим лёгочным сердцем.
Высшие дозы для взрослых внутрь: разовая 0,01 г, суточная 0,03 г:
Возможные побочные явления такие же, как при применении других ганглиоблокаторов.
При применении пирилена относительно часто наблюдаются запор, вздутие живота, в связи с чем рекомендуется одновременный приём слабительных (фенолфталеин, сульфат магния или др.) и соблюдение соответствующей диеты.

## Противопоказания
Пирилен противопоказан при резко выраженном атеросклерозе, органических поражениях миокарда, закрытоугольной глаукоме, нарушении функции печени и почек, атонии желудка и кишечника.

## Физические свойства
Белый или белый с кремоватым оттенком кристаллический порошок. Легко растворим в воде и спирте.

## Форма выпуска
Форма выпуска: таблетки по 0,005 г (5 мг).

## Хранение
Хранение: список Б. В хорошо укупоренной таре.